# Tillandsia subg. Diaphoranthema
Diaphoranthema es un subgénero del  género Tillandsia.

## Especies
| - Tillandsia aizoides Mez - Tillandsia andicola Griseb. ex Baker - Tillandsia angulosa Mez - Tillandsia brealitoensis L.Hromadnik - Tillandsia bryoides Griseb. ex Baker - Tillandsia caliginosa W.Till - Tillandsia capillaris Ruiz & Pav. - Tillandsia castellanii L.B.Smith - Tillandsia copynii Gouda - Tillandsia cotagaitensis L.Hromadnik - Tillandsia erecta Gillies ex Baker - Tillandsia funebris Castellanos - Tillandsia gilliesii Baker - Tillandsia hirta W.Till & L.Hromadnik - Tillandsia kuehhasii W.Till - Tillandsia landbeckii Philippi - Tillandsia loliacea Martius ex Schultes f. - Tillandsia mollis H.Hromadnik & W.Till - Tillandsia myosura Griseb. ex Baker - Tillandsia pedicellata (Mez) Castellanos - Tillandsia rectangula Baker - Tillandsia recurvata (L.) L. - Tillandsia retorta Griseb. ex Baker - Tillandsia spiralipetala Gouda - Tillandsia tenebra L.Hromadnik & W.Till - Tillandsia tricholepis Baker - Tillandsia usneoides (L.) L. - Tillandsia virescens Ruiz & Pav. |